# Ґрабіна (Поддембицький повіт)
Грабіна (пол. Grabina) — село в Польщі, у гміні Задзім Поддембицького повіту Лодзинського воєводства.
Населення — 160 осіб (2011).
У 1975—1998 роках село належало до Серадзького воєводства.

## Демографія
Демографічна структура станом на 31 березня 2011 року:
|          | Загалом | Допрацездатний вік | Працездатний вік | Постпрацездатний вік |
| -------- | ------- | ------------------ | ---------------- | -------------------- |
| Чоловіки | 74      | 14                 | 45               | 15                   |
| Жінки    | 86      | 19                 | 33               | 34                   |
| Разом    | 160     | 33                 | 78               | 49                   |